# Piattaforma di ghiaccio Crosson
La piattaforma di ghiaccio Crosson (74°57′S 109°30′W) è una piattaforma glaciale larga circa 56 km, situata a nord e a nord est del monte di Murphy, lungo la costa di Walgreen nella Terra di Marie Byrd, in Antartide. La piattaforma è alimentata da quattro ghiacciai: lo Smith, il Pope, il Vane e l'Haynes.

## Storia
La piattaforma fu mappata per la prima volta dallo United States Geological Survey grazie a fotografie aeree scattate dalla Marina militare degli Stati Uniti d'America (USN) tra il 1959 e il 1966 e battezzata dal Comitato consultivo dei nomi antartici (in inglese Advisory Committee on Antarctic Names, US-ACAN) in onore del Comandante della USN W.E. Crosson, ufficiale comandante del Gruppo Antartico Costruzioni durante l'operazione Deep Freeze nel 1973.